# Россе, Елена Романовна
Елена Романовна Россе (29 августа 1904, Орёл — 13 мая 1991, Москва) — детский педагог-хореограф, балетмейстер Ансамбля песни и пляски имени В.С. Локтева. Заслуженный деятель искусств РСФСР (1965).

## Биография
Родилась в 1904 году. Окончив балетную студию при Большом театре, в 1920-е годы выступала с эстрадными танцами. C 1942 года была педагогом-хореографом Московского дома пионеров. C 1946 года — руководитель балетной студии Ансамбля песни и пляски имени Локтева. Признаётся одним из основоположников детского хореографического искусства, создателем «школы Россе».
Во время Великой Отечественной войны выступала с фронтовыми бригадами. Награждена медалью «За оборону Москвы».
В Ансамбле имени Локтева работала до 1989 года.
«Открытием» Елены Россе, настаивавшей на их дальнейшем обучении, оказались занимавшиеся в её детских коллективах такие знаменитые артисты классического балета, как Владимир Васильев, Наталия Бессмертнова, также среди её учеников Николай Андросов, Гюзель Апанаева, А. Борзов, Леонид и Юрий Ждановы, Т. Лукьянова, Анатолий Фёдоров, Н. Чистова.

## Память
- «Конкурс хореографических миниатюр имени Е.Р. Россе», учреждённый в честь столетнего юбилея педагога, проводился в 2001 и 2004 годах.
- Фестиваль профессиональных балетных школ и любительских танцевальных коллективов «Волшебная туфелька», проведённый в 2012 году, посвятили имени Елены Россе[5][неавторитетный источник].
- Учреждена общественной организацией «Историко-культурный центр „Солдатские звёзды“» и регулярно присуждается медаль имени Е.Р. Россе «За истинное служение детскому хореографическому искусству»[6][неавторитетный источник].
- Именем Елены Россе назван сорт сирени, выведенный Н. Михайловым и Н. Рыбакиной в 2002 году[7].